# Quinchamalium
Quinchamalium es un género con 33 especies de plantas de flores perteneciente a la familia Schoepfiaceae. 

## Especies seleccionadas
- Quinchamalium andinum Phil.
- Quinchamalium bracteosum Phil.
- Quinchamalium brevistaminatum Pilg.
- Quinchamalium carnosum Phil.
- Quinchamalium chilense Molina
- Quinchamalium elongatum Pilg.
- Quinchamalium excrecens Phil.
- Quinchamalium fruticulosum Steud. ex Miers
- Quinchamalium gracile Brongn.
- Quinchamalium hoppii Pilg.
- Quinchamalium linarioides Phil.
- Quinchamalium litorale Phil.
- Quinchamalium lomae Pilg.
- Quinchamalium majus Brongn.
- Quinchamalium peruvianum J. St.-Hil.
- Quinchamalium peruviauum J.St.-Hil.
- Quinchamalium procumbens Ruiz & Pav.
- Quinchamalium stuebelii Hieron.
- Quinchamalium tarapacanum Phil.
- Quinchamalium thesioides Phil.